# Монте Кроче (Бергамо)
Монте Кроче је насеље у Италији у округу Бергамо, региону Ломбардија.
Према процени из 2011. у насељу је живело 2 становника. Насеље се налази на надморској висини од 829 м.